# TUM Campus Straubing für Biotechnologie und Nachhaltigkeit

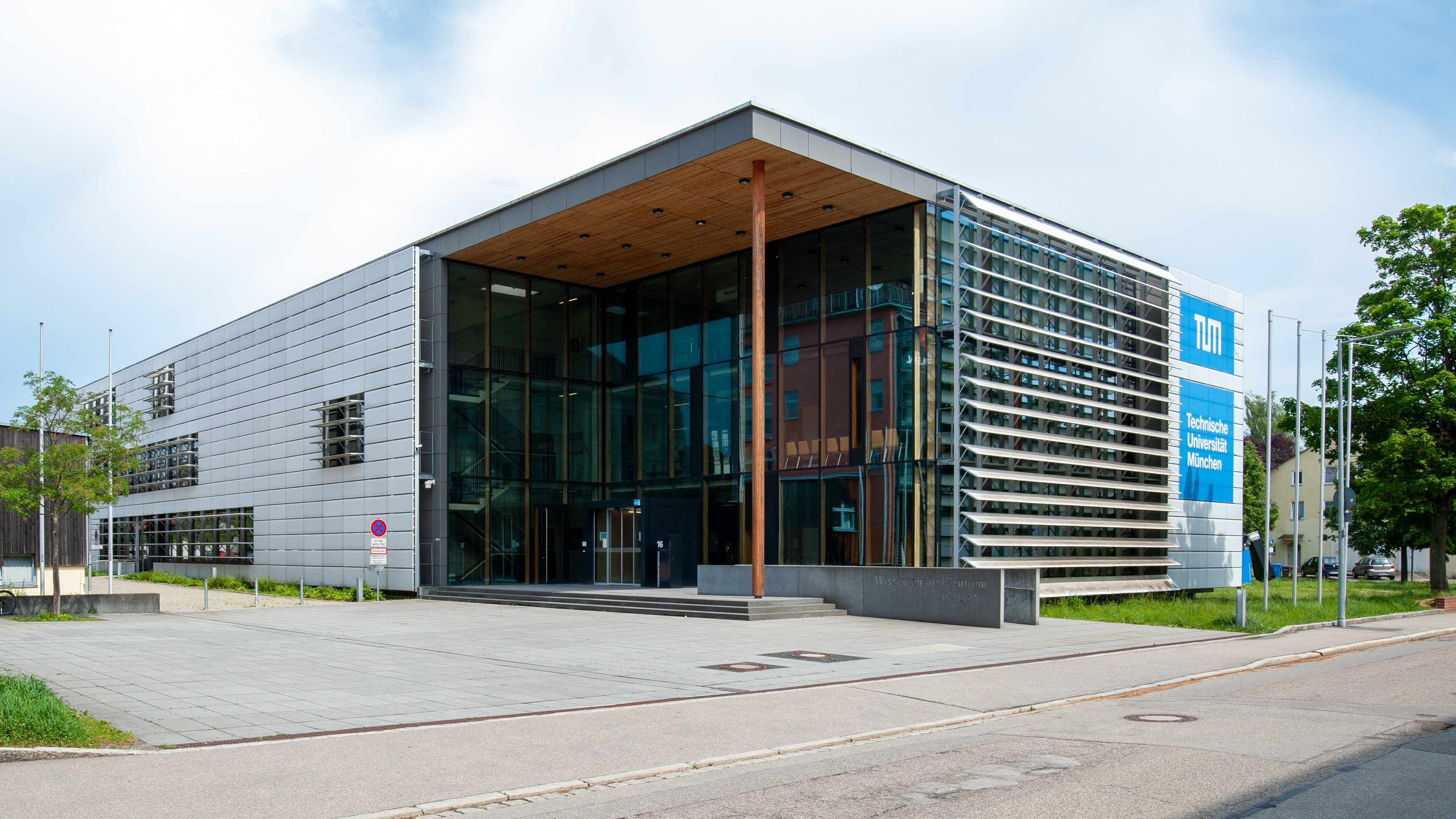
Nordwestansicht des Gebäudes Schulgasse 16 des TUM Campus Straubing

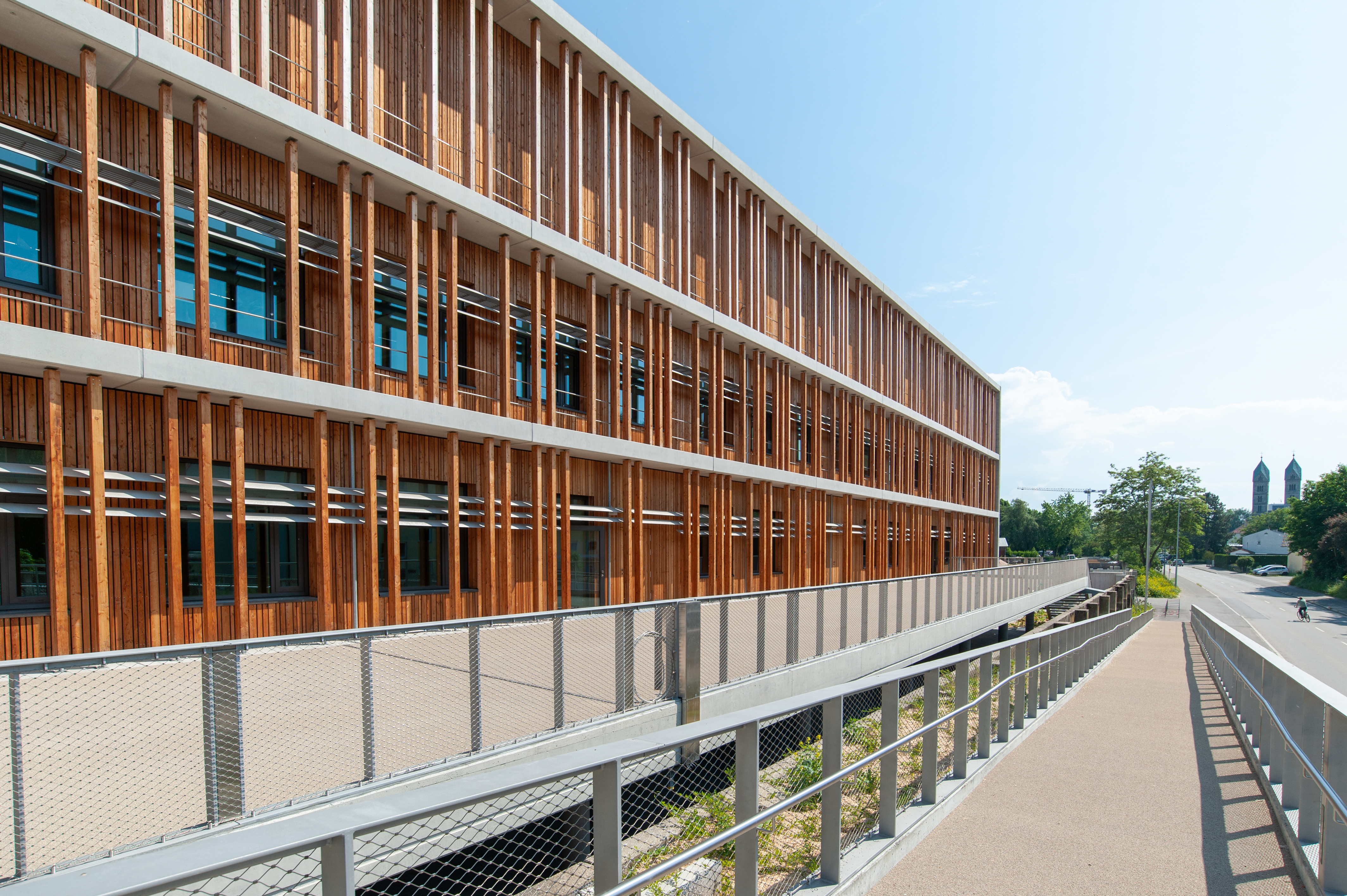
Der Neubau „Nachhaltige Chemie“ des TUM Campus Straubing

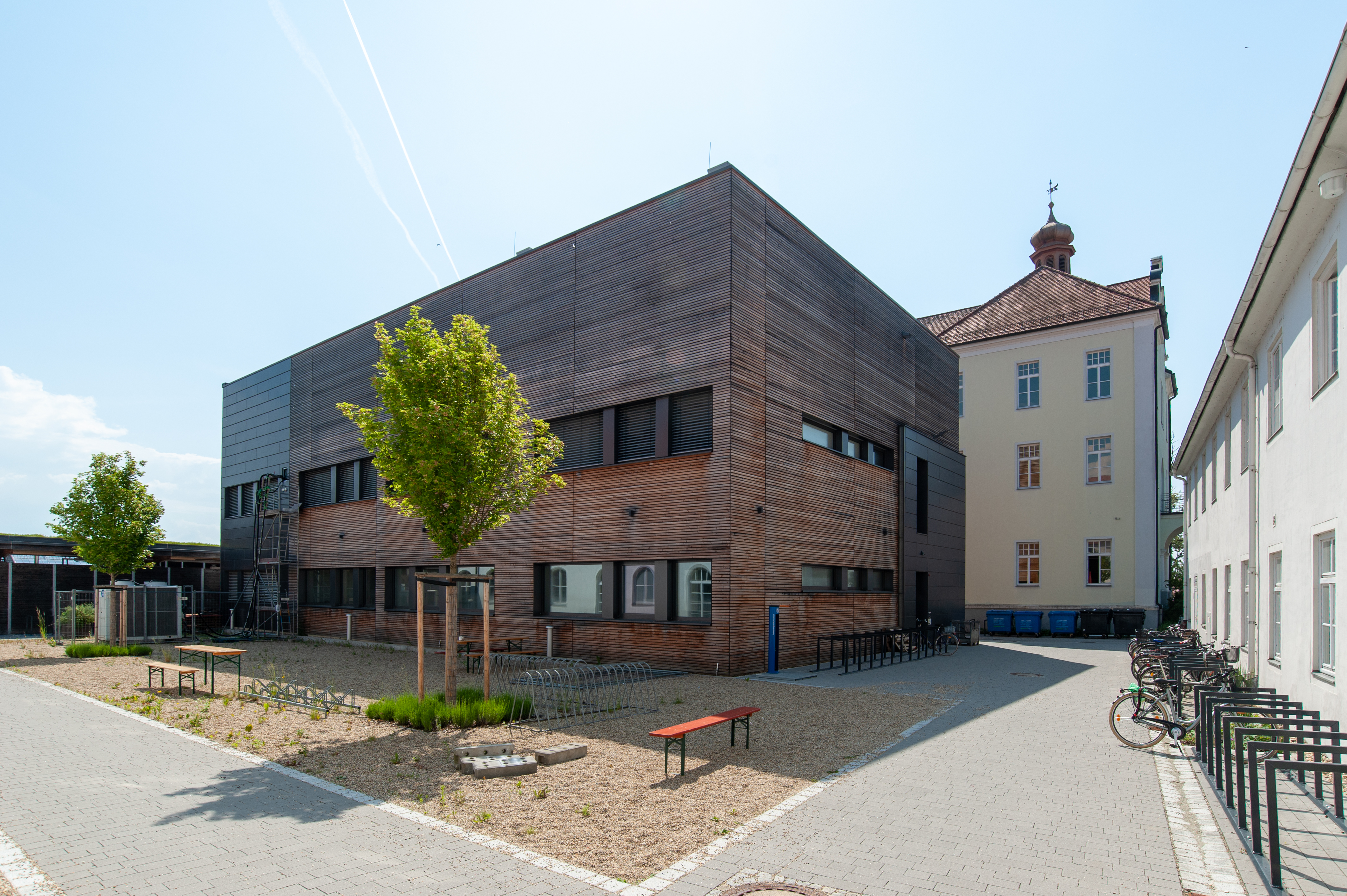
Nordwestansicht des Modullaborbaus Schulgasse 22a des TUM Campus Straubing

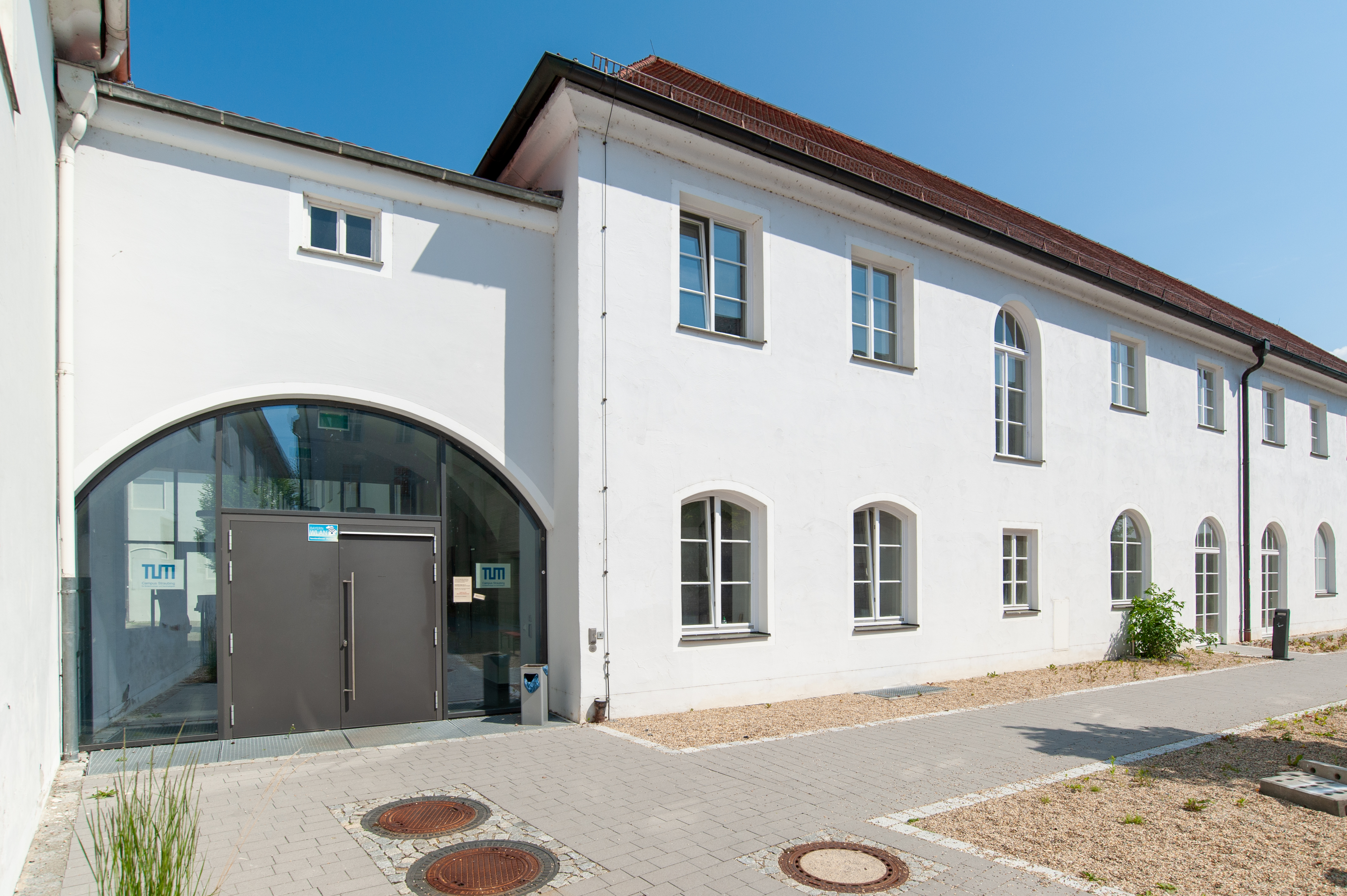
Südansicht des Haupteingangs zu den Gebäuden Schulgasse 22 und Petersgasse 18 des TUM Campus Straubing

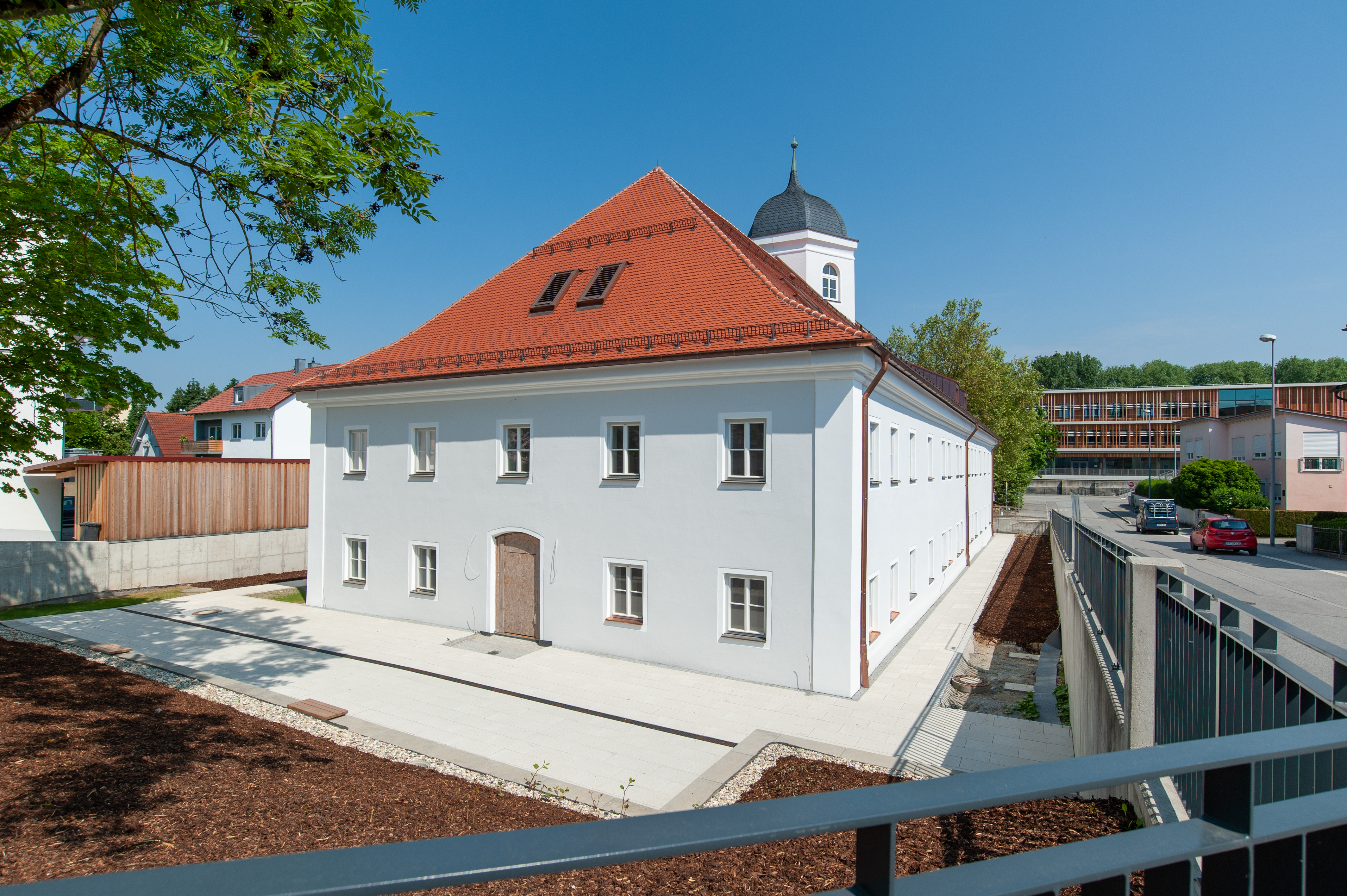
Südostansicht des Verwaltungsgebäudes Petersgasse 5 des TUM Campus Straubing

Der TUM Campus Straubing für Biotechnologie und Nachhaltigkeit (TUMCS; bis 30. September 2017 Wissenschaftszentrum Straubing, WZS) gehört als sogenanntes Integrative Research Center zur Technischen Universität München. Der Universitätsstandort Straubing (mit Stand Ende 2022 rund 1020 Studierenden) arbeitet branchen- und disziplinübergreifend in der Entwicklung nachhaltiger Technologien einerseits und ihrer wirtschaftlichen Umsetzung andererseits. Der Campus Straubing der Technischen Universität München (TUM) kooperiert in Forschung und Lehre unter anderem mit der Hochschule Weihenstephan-Triesdorf.
Der TUM Campus Straubing bildet zusammen mit dem Technologie- und Förderzentrum und C.A.R.M.E.N. das Straubinger KoNaRo – Kompetenzzentrum für Nachwachsende Rohstoffe.

## Forschung
Am TUM Campus Straubing bündelt die Technische Universität München ihre Kompetenz und Aktivitäten im Bereich der Bioökonomie. Aufgrund des branchen- und disziplinübergreifenden Charakters des Themas arbeiten am TUM Campus Straubing Vertreter der Natur-, Ingenieur-, Ökosystem- und Wirtschaftswissenschaften zusammen. Dadurch werden Fragestellungen vom Molekül bis zur Vermarktung in der Lehre und Forschung abgedeckt.
Technische Machbarkeit, Wirtschaftlichkeit und Nachhaltigkeit, sowie die Verbreiterung der Rohstoffbasis sind wichtige Forschungsziele der Wissenschaftler am TUM Campus Straubing. Hierzu werden beispielsweise Mikroorganismen, Enzyme oder chemische Katalysatoren entwickelt und eingesetzt, um nachwachsende Rohstoffe in chemische Grundbausteine für biobasierte Polymere, Spezial- oder Feinchemikalien umzuwandeln oder direkt hochwertige Endprodukte, wie z. B. Proteine, Aminosäuren oder Pharmazeutika daraus zu gewinnen. Auch Kunststoffe, Gummiartikel und Textilfasern lassen sich vielfach auf Basis biogener Polymere erzeugen.

## Studium
Die akademische Ausbildung erfolgt im Rahmen mehrerer Bachelor- und Masterstudiengänge.
So werden im Bachelor (Bachelor of Science) die Studiengänge Bioökonomie, Chemische Biotechnologie und Sustainable Management and Technology angeboten. Der breitgefächerte Studieninhalt des in Kürze auslaufenden Bachelorstudiengangs Nachwachsende Rohstoffe wird auf die aktuellen und geplanten Studiengänge verteilt, um jeweils tiefer in die Materie eindringen zu können.
Für Masterstudierende (Master of Science) hat der TUM Campus Straubing die Studienangebote Biomass Technology (in Kooperation mit der BOKU Wien), Bioeconomy, Chemical Biotechnology, Sustainable Energy and Processes sowie Sustainable Management and Technology. Alle Masterangebote werden komplett in Englisch angeboten.
Die Promotion ist der höchste akademische Abschluss, der am TUM Campus Straubing vergeben wird.
Studieninhalt ist die gesamte Wertschöpfungskette biogener Rohstoffe. Durch die enge Verbindung von grundlagen- und anwendungsorientierter Forschung und Lehre sowie eine besonders hohe Betreuungsrelation bereiten die Studiengänge sehr gut auf die Herausforderungen in dieser Zukunftsbranche vor.

## Standort
Der überwiegende Teil des Geländes befindet sich auf dem Areal des ehemaligen Franziskanerklosters Straubing. Zwischen 2006 und 2009 entstand ein Neubau in der Schulgasse 16. In den kommenden Jahren ist ein deutlicher Ausbau des TUM Campus Straubing geplant. So wurde im Oktober 2021 ein neues Hörsaal- und Laborgebäude dicht am Ufer der Donau eröffnet, das auch einen Stufenhörsaal mit Platz für bis zu 300 Studierende beinhaltet.
Die Karmelitenkirche in Straubing ist seit September 2019 Universitätskirche der Technischen Universität München, am 1. Juli 2023 fand feierlich die offizielle Widmung statt. 2018 hatte der Freistaat Bayern das von der Schließung bedrohte Karmelitenkloster erworben, das nun umgebaut wird und künftig vom TUM Campus Straubing genutzt werden soll.

## Geschichte
Im Jahr 1998 entschied die Bayerische Staatsregierung, die bayerischen Aktivitäten rund um  Nachwachsende Rohstoffe in Straubing zu bündeln. Im Januar 2001 wurde offiziell das Kompetenzzentrum für Nachwachsende Rohstoffe gegründet. C.A.R.M.E.N. e. V. und erste Sachgebiete des Technologie- und Förderzentrums zogen hierfür nach Straubing. Im Juli 2001 wurde das Konzept um das Wissenschaftszentrum Straubing erweitert. Martin Faulstich wurde Gründungsdirektor. 2013 folgte ihm Klaus Menrad von der Hochschule Weihenstephan-Triesdorf auf dem Posten des geschäftsführenden Direktors des Wissenschaftszentrums.
Am 28. Juli 2016 beschloss der Bayerische Ministerrat, das Wissenschaftszentrum Straubing für Nachwachsende Rohstoffe in die „Hochschule Straubing für Biotechnologie und Nachhaltigkeit“ umzuwandeln und auszubauen. Die Trägerschaft der Hochschule übernimmt die Technische Universität München (TUM), die Hochschule Weihenstephan-Triesdorf ist als Kooperationspartner gesetzt.
Zum 1. Oktober 2017 wurde ein Campus für Biotechnologie und Nachhaltigkeit als ein sogenanntes Integrative Research Center der Technischen Universität München in Straubing eingerichtet. Gründungsrektor wurde Volker Sieber. Seitdem darf sich die Wissenschaftsstadt Straubing auch Universitätsstadt nennen.

## Professuren
Zum Wintersemester 2023/24 verfügt der TUM Campus Straubing über 25 Professuren (davon fünf Lehrstühle), einige davon in Kooperation mit der Hochschule Weihenstephan-Triesdorf. Die Zahl der Professuren soll auf über 30 ausgebaut werden.
- Technische Universität München:
  - Lehrstuhl für Biogene Funktionswerkstoffe (Rubén Costa)
  - Lehrstuhl für Biogene Polymere (Cordt Zollfrank)[8]
  - Professur für Bioverfahrenstechnik (Michael Zavrel)
  - Lehrstuhl für Chemie Biogener Rohstoffe (Volker Sieber)
  - Professur für Chemische und Thermische Verfahrenstechnik (Jakob Burger)
  - Lehrstuhl für Circular Economy and Sustainability Assessment (Magnus Fröhling)
  - Professur für Economics (Sebastian Goerg)
  - Professur für Elektrobiotechnologie (Nicolas Plumeré)
  - Professur für Innovation and Technology Management (Claudia Doblinger)
  - Professur für Mikrobielle Biotechnologie (Bastian Blombach)
  - Professur für Optimization and Sustainable Decision Making (Clemens Thielen)
  - Professur für Partikel- und Fasertechnologie für Biogene Werkstoffe (Wenwen Fang)
  - Professur für Regenerative Energiesysteme (Matthias Gaderer)
  - Professur für Sustainable Economy Policy (Andreas Pondorfer)
  - Professur für Sustainable Energy Materials (Marc Ledendecker)
  - Professur für Sustainable Management (Stefan Gold)
  - Lehrstuhl für Supply and Value Chain Management (Alexander Hübner)
  - Professur für Synthetische Biologie (Henrike Niederholtmeyer)

- In Kooperation mit der Hochschule Weihenstephan-Triesdorf:
  - Professur für Bioinformatik (Dominik Grimm)
  - Professur für Energietechnik (Josef Kainz)
  - Professur für Geothermie (Thomas Vienken)
  - Professur für Marketing und Management Nachwachsender Rohstoffe (Klaus Menrad)
  - Professur für Nachhaltige Betriebswirtschaft (Hubert Röder)
  - Professur für Organische und Analytische Chemie (Herbert Riepl)
  - Professur für Umwelt- und Entwicklungsökonomie (Anja Faße)